# Gran Premio motociclistico di Germania 2000
Il Gran Premio motociclistico di Germania 2000 corso il 23 luglio, è stato il decimo Gran Premio della stagione 2000 e ha visto vincere: la Honda di Alex Barros nella classe 500, Olivier Jacque nella classe 250 e Yōichi Ui nella classe 125.
Dopo tre gran premi consecutivi in cui le gare erano state disturbate dal maltempo, in Germania si torna a gareggiare con tempo soleggiato.

## Classe 500

### Arrivati al traguardo
| Pos | Nº | Pilota            | Squadra                    | Motocicletta | Giri | Tempo     | Griglia | Punti |
| --- | -- | ----------------- | -------------------------- | ------------ | ---- | --------- | ------- | ----- |
| 1   | 10 | Alex Barros       | Emerson Honda Pons         | Honda        | 31   | 43:54.632 | 2       | 25    |
| 2   | 46 | Valentino Rossi   | Nastro Azzurro Honda       | Honda        | 31   | +0.078    | 6       | 20    |
| 3   | 2  | Kenny Roberts Jr  | Telefonica Movistar Suzuki | Suzuki       | 31   | +0.864    | 1       | 16    |
| 4   | 4  | Max Biaggi        | Marlboro Yamaha            | Yamaha       | 31   | +1.263    | 3       | 13    |
| 5   | 8  | Tadayuki Okada    | Repsol YPF Honda           | Honda        | 31   | +1.674    | 10      | 11    |
| 6   | 65 | Loris Capirossi   | Emerson Honda Pons         | Honda        | 31   | +3.014    | 4       | 10    |
| 7   | 55 | Régis Laconi      | Red Bull Yamaha WCM        | Yamaha       | 31   | +13.606   | 14      | 9     |
| 8   | 5  | Sete Gibernau     | Repsol YPF Honda           | Honda        | 31   | +13.917   | 12      | 8     |
| 9   | 7  | Carlos Checa      | Marlboro Yamaha            | Yamaha       | 31   | +14.019   | 17      | 7     |
| 10  | 24 | Garry McCoy       | Red Bull Yamaha WCM        | Yamaha       | 31   | +20.085   | 11      | 6     |
| 11  | 6  | Norifumi Abe      | Antena 3 Yamaha-d'Antin    | Yamaha       | 31   | +26.590   | 15      | 5     |
| 12  | 25 | José Luis Cardoso | Maxon Dee Cee Jeans        | Honda        | 31   | +29.564   | 18      | 4     |
| 13  | 9  | Nobuatsu Aoki     | Telefonica Movistar Suzuki | Suzuki       | 31   | +49.188   | 7       | 3     |
| 14  | 27 | Luca Cadalora     | Proton TEAM KR             | Modenas KR3  | 31   | +53.542   | 16      | 2     |
| 15  | 43 | Paolo Tessari     | Team Paton                 | Paton        | 30   | +1 giro   | 20      | 1     |

### Ritirati
| Nº | Pilota                   | Squadra          | Motocicletta | Giri | Griglia |
| -- | ------------------------ | ---------------- | ------------ | ---- | ------- |
| 31 | Tetsuya Harada           | Blu Aprilia      | Aprilia      | 27   | 9       |
| 1  | Àlex Crivillé            | Repsol YPF Honda | Honda        | 12   | 13      |
| 17 | Jurgen van den Goorbergh | Rizla Honda      | TSR-Honda    | 12   | 5       |
| 99 | Jeremy McWilliams        | Blu Aprilia      | Aprilia      | 8    | 8       |

### Non partito
| Nº | Pilota      | Moto      | Griglia |
| -- | ----------- | --------- | ------- |
| 56 | Tekkyū Kayō | TSR-Honda | 19      |

### Non qualificati
| Nº | Pilota              | Moto  |
| -- | ------------------- | ----- |
| 20 | Phil Giles          | Honda |
| 18 | Sébastien Le Grelle | Honda |

## Classe 250

### Arrivati al traguardo
| Pos | Nº | Pilota             | Squadra                    | Motocicletta | Giri | Tempo     | Griglia | Punti |
| --- | -- | ------------------ | -------------------------- | ------------ | ---- | --------- | ------- | ----- |
| 1   | 19 | Olivier Jacque     | Chesterfield Yamaha Tech 3 | Yamaha       | 30   | 42:15.207 | 1       | 25    |
| 2   | 4  | Tōru Ukawa         | Shell Advance Honda        | Honda        | 30   | +11.689   | 2       | 20    |
| 3   | 56 | Shin'ya Nakano     | Chesterfield Yamaha Tech 3 | Yamaha       | 30   | +21.810   | 5       | 16    |
| 4   | 74 | Daijirō Katō       | Axo Honda Gresini          | Honda        | 30   | +30.105   | 7       | 13    |
| 5   | 26 | Klaus Nöhles       | Aprilia Germany            | Aprilia      | 30   | +31.781   | 4       | 11    |
| 6   | 44 | Roberto Rolfo      | Racing Factory             | Aprilia      | 30   | +32.291   | 11      | 10    |
| 7   | 21 | Franco Battaini    | Eurobet team Battaini      | Aprilia      | 30   | +33.336   | 10      | 9     |
| 8   | 6  | Ralf Waldmann      | Aprilia Germany            | Aprilia      | 30   | +49.750   | 6       | 8     |
| 9   | 9  | Sebastián Porto    | Edo Racing                 | Yamaha       | 30   | +50.214   | 12      | 7     |
| 10  | 14 | Anthony West       | Shell Advance Honda        | Honda        | 30   | +54.596   | 9       | 6     |
| 11  | 16 | Johan Stigefelt    | Dee Cee Jeans Racing       | TSR-Honda    | 30   | +55.353   | 14      | 5     |
| 12  | 10 | Fonsi Nieto        | Antena 3 Yamaha-d'Antin    | Yamaha       | 30   | +59.592   | 16      | 4     |
| 13  | 22 | Sébastien Gimbert  | Tino Villa Racing          | TSR-Honda    | 30   | +1:07.700 | 17      | 3     |
| 14  | 8  | Naoki Matsudo      | Petronas Sprinta Team TVK  | Yamaha       | 30   | +1:15.446 | 21      | 2     |
| 15  | 37 | Luca Boscoscuro    | Diesel Vasco Rossi Racing  | Aprilia      | 30   | +1:16.320 | 25      | 1     |
| 16  | 11 | Ivan Clementi      | Campetella Racing          | Aprilia      | 30   | +1:27.342 | 26      |       |
| 17  | 23 | Julien Allemand    | Yamaha Kurz Aral           | Yamaha       | 29   | +1 giro   | 22      |       |
| 18  | 18 | Shahrol Yuzy       | Petronas Sprinta Team TVK  | Yamaha       | 29   | +1 giro   | 30      |       |
| 19  | 42 | David Checa        | Team Fomma                 | TSR-Honda    | 29   | +1 giro   | 29      |       |
| 20  | 76 | Dirk Heidolf       | Team Freudenberg           | Yamaha       | 29   | +1 giro   | 32      |       |
| 21  | 24 | Jason Vincent      | Padgetts M/C Sales         | Aprilia      | 29   | +1 giro   | 18      |       |
| 22  | 31 | Lucas Oliver Bultó | Antena 3 Yamaha-d'Antin    | Yamaha       | 29   | +1 giro   | 24      |       |
| 23  | 78 | Dirk Reissmann     | Yamaha Kurz Aral           | Yamaha       | 29   | +1 giro   | 27      |       |
| 24  | 15 | Adrian Coates      | QUB Team Optimum           | Aprilia      | 29   | +1 giro   | 23      |       |
| 25  | 75 | Mathias Neukirchen | Docshop Racing             | Yamaha       | 29   | +1 giro   | 31      |       |
| 26  | 20 | Jerónimo Vidal     | PR2 - Circuito de Almería  | Aprilia      | 29   | +1 giro   | 19      |       |
| 27  | 79 | Andreas Gobel      | Palatina Racing            | Honda        | 28   | +2 giri   | 33      |       |

### Ritirati
| Nº | Pilota           | Squadra                  | Motocicletta | Giri | Griglia |
| -- | ---------------- | ------------------------ | ------------ | ---- | ------- |
| 77 | Jamie Robinson   | QUB Team Optimum         | Aprilia      | 21   | 8       |
| 35 | Marco Melandri   | Blu Aprilia              | Aprilia      | 12   | 3       |
| 41 | Jarno Janssen    | Rizla Honda              | TSR-Honda    | 6    | 20      |
| 30 | Alex Debón       | CC Valencia Airtel Aspar | Aprilia      | 6    | 13      |
| 80 | Christian Gemmel | Kiefer GmbH Racing       | Honda        | 2    | 28      |
| 25 | Vincent Philippe | Axo Honda Gresini        | TSR-Honda    | 0    | 15      |

## Classe 125

### Arrivati al traguardo
| Pos | Nº | Pilota             | Squadra                   | Motocicletta | Giri | Tempo     | Griglia | Punti |
| --- | -- | ------------------ | ------------------------- | ------------ | ---- | --------- | ------- | ----- |
| 1   | 41 | Yōichi Ui          | Derbi Racing              | Derbi        | 29   | 42:02.197 | 1       | 25    |
| 2   | 4  | Roberto Locatelli  | Diesel Vasco Rossi Racing | Aprilia      | 29   | +7.530    | 2       | 20    |
| 3   | 16 | Simone Sanna       | Diesel Vasco Rossi Racing | Aprilia      | 29   | +17.306   | 3       | 16    |
| 4   | 21 | Arnaud Vincent     | CC Valencia Airtel Aspar  | Aprilia      | 29   | +18.655   | 20      | 13    |
| 5   | 32 | Mirko Giansanti    | Benetton Playlife         | Honda        | 29   | +18.794   | 13      | 11    |
| 6   | 26 | Ivan Goi           | Team Fomma                | Honda        | 29   | +27.896   | 11      | 10    |
| 7   | 22 | Pablo Nieto        | Derbi Racing              | Derbi        | 29   | +33.535   | 19      | 9     |
| 8   | 8  | Gianluigi Scalvini | Bossini Fontana Racing    | Aprilia      | 29   | +33.767   | 18      | 8     |
| 9   | 29 | Ángel Nieto Jr     | Telefonica Movistar Team  | Honda        | 29   | +34.131   | 10      | 7     |
| 10  | 17 | Steve Jenkner      | Pev Massivhaus ADAC Sac   | Honda        | 29   | +40.321   | 25      | 6     |
| 11  | 34 | Eric Bataille      | Antinucci Racing          | Honda        | 29   | +40.664   | 27      | 5     |
| 12  | 51 | Marco Petrini      | Semprucci Biesse Aprilia  | Aprilia      | 29   | +44.699   | 22      | 4     |
| 13  | 5  | Noboru Ueda        | Givi Honda LCR            | Honda        | 29   | +57.278   | 4       | 3     |
| 14  | 74 | Jarno Müller       | ADAC Junior Team German   | Honda        | 29   | +1:09.172 | 24      | 2     |
| 15  | 35 | Reinhard Stolz     | R.S. ADAC - Esch Racing   | Honda        | 29   | +1:14.460 | 26      | 1     |
| 16  | 75 | Achim Kariger      | Ivetra Seel Rracing       | Honda        | 29   | +1:19.552 | 29      |       |
| 17  | 77 | Andreas Hahn       | TSR Hegemann Germany      | Honda        | 28   | +1 giro   | 30      |       |
| 18  | 78 | Jakub Smrž         | Budweiser Budvar Elit     | Honda        | 28   | +1 giro   | 23      |       |

### Ritirati
| Nº | Pilota             | Squadra                     | Motocicletta | Giri | Griglia |
| -- | ------------------ | --------------------------- | ------------ | ---- | ------- |
| 76 | Jascha Büch        | Yamaha Kurz Aral            | Yamaha       | 21   | 31      |
| 24 | Leon Haslam        | Italjet Moto                | Italjet      | 19   | 28      |
| 9  | Lucio Cecchinello  | Givi Honda LCR              | Honda        | 10   | 9       |
| 11 | Max Sabbatani      | Racing Service              | Honda        | 7    | 12      |
| 53 | William De Angelis | Semprucci Biesse Aprilia    | Aprilia      | 6    | 21      |
| 1  | Emilio Alzamora    | Telefonica Movistar Team    | Honda        | 3    | 6       |
| 39 | Jaroslav Huleš     | Italjet Moto                | Italjet      | 2    | 16      |
| 12 | Randy de Puniet    | Scrab Competition           | Aprilia      | 1    | 14      |
| 15 | Alex De Angelis    | Chupa Chups Matteoni Racing | Honda        | 0    | 17      |
| 18 | Toni Elías         | Chupa Chups Matteoni Racing | Honda        | 0    | 15      |
| 23 | Gino Borsoi        | LAE - UGT 3000              | Aprilia      | 0    | 8       |
| 3  | Masao Azuma        | Benetton Playlife           | Honda        | 0    | 5       |
| 54 | Manuel Poggiali    | Derbi Racing                | Derbi        | 0    | 7       |